# المقابر الجنائزية ونقوش الطاوز الصخرية
المقابرُ الجنائزيةُ ونُقوشُ الطاوز الصخرية: هي بنايات مدفنية ونقوش صخرية تعود إلى مرحلة ما قبل التاريخ. تنتشر في منطقة الطاوز بالجنوب الشرقي للمغرب. اكتشفها باحثون فرنسيون منذ خمسينيات القرن الماضي.
تتكون نقوش الطاوز من رسوم لحيوانات وعربات خفيفة، فضلا عن كتابات بحروف تيفيناغ ونقوش أخرى مجهولة وغامضة، أما المدافن فتختلف من حيث أشكالها وأحجامها.
تُعَبِّر هذه المقابر والنقوش عن نمط عيش وطريقة تفكير سكانِ استوطنوا المنطقة منذ آلاف السنين، ما يجعل موقع الطاوز موقعا أثريا يُمَكِّن الباحثين من إجراء دراسات وبحوث عن تاريخ المنطقة والمغرب.

## الموقع الجغرافي
تقع المواقع الثلاثة لهذه المقابر المدفنية والنقوش الصخرية في جماعة الطاوس التي تنطق محليا «الطاوز»، كما ترد في مجموعة من الكتابات الأجنبية أحيانا باسم «Taous» وأخرى باسم «Taouz»، والتي تبعد عن مدينة الرشيدية عاصمة جهة درعة تافيلالت بحوالي 150 كيلومتر جنوب شرق، وعن موقع مدينة سجلماسة الأثرية بحوالي 60 كيلومترا إلى الشرق، ولا يفصلها عن مركز تلك الجماعة المتاخمة للجزائر سوى أربعة كيلومترات غربا، وتحديدا عند جبل واوفيلال وجبل تداوت وكفيرون.
تطل مواقع هذه النقوش والمدافن على وادي زيز، وهو ما يدل على نشوء حضارة مائية بالمنطقة عمادها الماء.

## الاكتشاف
يرجع الفضل في اكتشاف هذه النقوش والمدافن سنتي 1954  م-1955  م إلى الباحثين الفرنسيين جاك مونيي Jaques Munié و شارل آلان Charles Allain اللذين استقدمهما عسكري فرنسي يدعى M.H Terrasse بغرض «معاينة منازل من الحجارة المقببة ونقوش صخرية، انتبه إلى وجودها هناك الدكتور Desnot الذي كان يعمل طبيبا رئيسيا بمستشفى أرفود 1954  م»، غير أن الباحثين نفسيهما ينسبان شرف اكتشاف موقع جبل واوفيلال إلى العقيد Le Pivain الذي يعتبر أول من التقط صورا لهذه النقوش، وهي الصور التي أعاد نشرها كل من Th.Monod في دراسة له حول الصحراء المغربية 1938  م و A.Ruhlmann 1939  م بعد زيارته للموقع في «أبحاث ما قبل التاريخ بأقصى الجنوب المغربي».

## وصف نقوش الطاوز
تندرج نقوش الطاوز من حيث الشكل بمواقعها المختلفة في الغالب ضمن النقوش المنقطة المرفوقة أحيانا بحروف تيفيناغ، أما من حيث الموضوع فيمكن تقسيمها إلى ثلاث فئات:
- نقوش لحيوانات تتكون من بقريات وظباء وغزلان وآيائل وحيوانات أخرى تجهل طبيعتها يرافقها أشخاص، وقد رسمت على ما يبدو من طرف من يسميهم غابرييل كامب بالفنانين البقريين،[3] وتمثل هذه الرسوم أقدم نقوش المنطقة، باعتبارها مجرد نقل للمعيش والبيئة المحلية إلى الصخور، نقل لا يحتاج إلى تفكير متقدم.

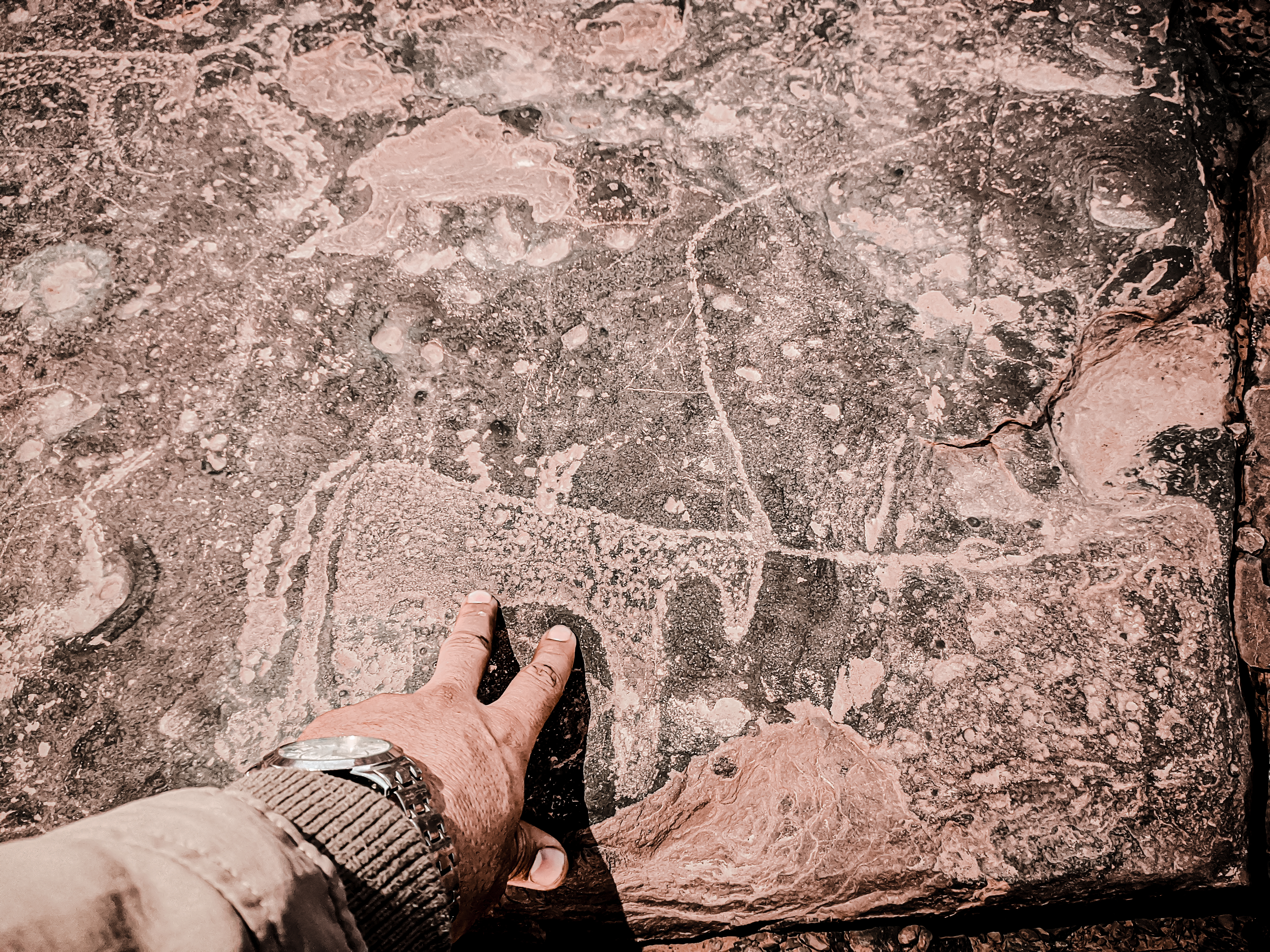
بقريات من نقوش الطاوز

- نقوش لعربات خفيفة منها المنفردة ومنها من هي على شكل قاطرة، ومنها ذات قضيب الجر الواحد وذات القضيبين حسب عدد الحيوانات التي تقوم بذلك.[4] يرى Camps أن العربات الصحراوية في الغالب تجر بحصانين مع استثناءات طفيفة كما هو الشأن بالنسبة لعربات فزان ذات الأربعة خيول،[5] وبعض العربات المنقوشة في موقع الطاوز التي تتوفر على ثلاثة قضبان للجر، ما يفيد أن العملية كانت تتم بواسطة أربعة حيوانات،[4] والملاحظ حسب Munié وAllain أن هذه العربات في الغالب ذات عجلتين مرتبطتين بمحور.[4]

يُجهل إن كانت هذه العربات البالغ عددها 217 عربة، تستعمل بغرض النقل أم في الحروب، غير أن التشابه الكبير بين بعضها وبين عربات موقع تيزي ن ترغيست الذي يتضمن إلى جانب هذه العربات مصارعين ودروعا، يدفع بعض الباحثين إلى الاعتقاد بأن عربات جبل واوفيلال كانت هي الأخرى عربات حربية. إلا أن بعضهم الآخر يميز بين العربات الحربية وتلك المخصصة للشحن من خلال عدد العجلات، فذات العجلتين وحيوان الجر الواحد تكون مخصصة للحرب وفي موقع الطاوز لا تتعدى نسبة هذا النوع 38 في المئة من العربات المنقوشة، ما يعني أن أكثر من 61 في المئة من تلك العربات كانت مخصصة إما لأغراض فلاحية أو للشحن والنقل وأنواع أخرى مجهولة، ولكن مونيي وآلان لا يستبعدان أن تكون هناك عربات حربية تم تدميرها ووسطها يمر قطار منتصر، في حين يذهب Camps أبعد من ذلك معتبرا أن تلك العربات كانت للتباهي أكثر مما كانت وسيلة للاستخدام النفعي.
مهما يكن من أمر هذه العربات التي يلفها الغموض، فيما يتعلق باستعمالاتها والدواب التي كانت تجرها، عددها، سائقها، فإن الأهم هو أن وجودها يدل على مستوى التحضر الذي عرفته المنطقة، لذلك فهي حسب المختصين تجسد مرحلة متقدمة من تاريخها تعود إلى ما يطلق عليهCamps مرحلة «الخيليين سائقي العربات»، وإن مازالت في الحقيقة حيوانات الجر إلى الآن مجهولة.
- نقوش لحروف تيفيناغ، وتأتي إما منفردة أو برفقة عربات وأشخاص وحيوانات، وحسب ما نشره Charles Allain و Jaques Munie من صور هذه النقوش،[10] فقد أمكن التمييز فيها بين حروف ما زالت تستعمل إلى اليوم كحرف التاء والباء والراء… تمثل مرحلة الكتابة أكثر المراحل تقدما في تاريخ المنطقة، حيث تعبر عن انتقال سكانها من مجرد تصوير حياتهم اليومية برسومات بسيطة مستوحاة من الواقع إلى التعبير عنها كتابة. إن الكتابة شكلت مرحلة مهمة في تاريخ البشرية وحدا فاصلا بين مرحلة ما قبل التاريخ والعصور التاريخية.
- نقوش أخرى غير مفهومة بعضها يرجح أن تكون عبارة عن حوافر حيوانات أو أرجل بشرية ترتدي صنادلا وبجانبها ثعابين وأفاعي،[7] توحي باستعمال الأحذية منذ زمن مبكر للحماية من هذه الزواحف والحشرات الخطيرة، كما لا يستبعد أن تكون هناك حيوانات مفترسة ممثلة ضمن هذه النقوش تشكلت بالخصوص من الضباع، باعتبار طوبونيميا المنطقة الحابلة بأسماء أماكن تدل على أنها كانت عبارة عن غابة غنية بهذا النوع من الحيوانات والطيور والزواحف، أبرزها موقع م إفيس M ifis غير البعيد عن الطاوز والذي يعني «مكان الضبع»، وجبل كفيرون الذي يبدو أنه مشتق من اسم السلحفاة التي يطلق عليها محليا «إكفر ikfr»، أما الطاوز فلا شك أنه مشتق من طائر الطاووس الذي قد يكون استوطن المنطقة في زمن غابر، ما جعل سكان المنطقة يعتقدون أنه منحوت على جبل قريب من قريتهم الذي إليه تنسب.

## وصف البنايات المدفنية للطاوز
إلى جانب النقوش، تنتشر في الطاوس مجموعة من المدافن يسمى الواحد منها محليا إميرش Imirch ويجمع على إميرشن Imirchen، ويعتبر غابرييل كامبس و Georges Souville أكثر من فصل في هذه الأنواع من المقابر والبنايات المدفنية بالمغرب، حيث أدرجا مدافن الطاوز العشرة والتي لم يبق صامدا منها أمام عوادي الدهر سوى بناية واحدة ذات شكل دائري ومدخل ينظر إلى الشرق، ضمن الجثوات ذات المصلى Tumulus a chapelle والمنتشرة كذلك في الجزائر وموريطانيا، والتي دقق في وصفها من حيث شكلها وارتفاعها وأبعادها جاك مونيي وشارل آلان، حيث تتكون من عدة أجزاء أهمها المدفن وعدة غرف إحداها عبارة عن مصلى أو مكان لممارسة ما يسميه Camps بالحضانة والتي تعني النوم في مكان العبادة للحصول على العلاج عن طريق الحلم، كما تحتوي البناية على غرفتين أخريين تتعلقان بالجنازة، وما كان يصاحبها ربما من تحنيط وطقوس وعبادات وتقديم القرابين، خاصة وأن Munié و Allain عثرا أثناء الحفريات التي قاما بها على مرفقات للميت من أسلاك معدنية وأصداف وقطع من بيض النعام... مما يفيد أن إنسان المنطقة كان يؤمن بوجود عالم أخروي وحتى وجود إله يستحق أن تقدم له القرابين طلبا للخلاص وتكفيرا عن السيئات المرتكبة في العالم الدنيوي، بل إن الشكل الداخلي للمدفن والذي يشبه إلى حد ما «صليب اللورين»، جعل بعض الباحثين لا يستبعدون أن يكون بناتها مسيحيي الديانة، أو من المتأثرين بهذه الديانة.
وإضافة إلى هذا النوع، تنتشر بالمنطقة مدافن جماعية عبارة عن أكوام من الحجارة تسمى المقابر الرجمية والمدافن ذات الكوة Tumulus a lucarne، وهي أكثر بساطة من الجثوات ذات المصلى أو المدافن ذات البنايات المعبدية، وهي بذلك أكبر عمرا وأقدم تاريخا منها، وكذا تلك المعروفة بالكركور وتجمع على كراكير وهي الأقدم والأكثر بساطة من كل هذه المدافن والمعبرة عن مستوى أقل تحضرا.
تختلف هذه المدافن كما سبق ليس فقط من حيث شكلها، إنما أيضا من حيث حجمها ومرد ذلك على ما يبدو إلى اختلاف الطبقات الاجتماعية أنذاك.

## تاريخ وأصل نقوش ومدافن الطاوز
يصعب إعطاء تاريخ دقيق لهذه النقوش والمدافن لغياب وجود دراسات علمية دقيقة توظف التكنولوجيا الحديثة في البحث، إذ يبقى ما أنجز حولها مجرد وصف وتأويلات وفرضيات ومقارنات مع ما هو موجود في مواقع أخرى، يضاف إلى ذلك التشوه الطارئ عليها والتغير المستمر لأشكالها، إما لعوامل طبيعية أو بسبب عبث العابثين. على العموم يُجمع معظم الباحثين على أنها ضاربة في عمق القدم، إذ يعود بعضها (وخاصة نقوش الحيوانات) إلى عصور ما قبل التاريخ(قبل 3000 ق، م).

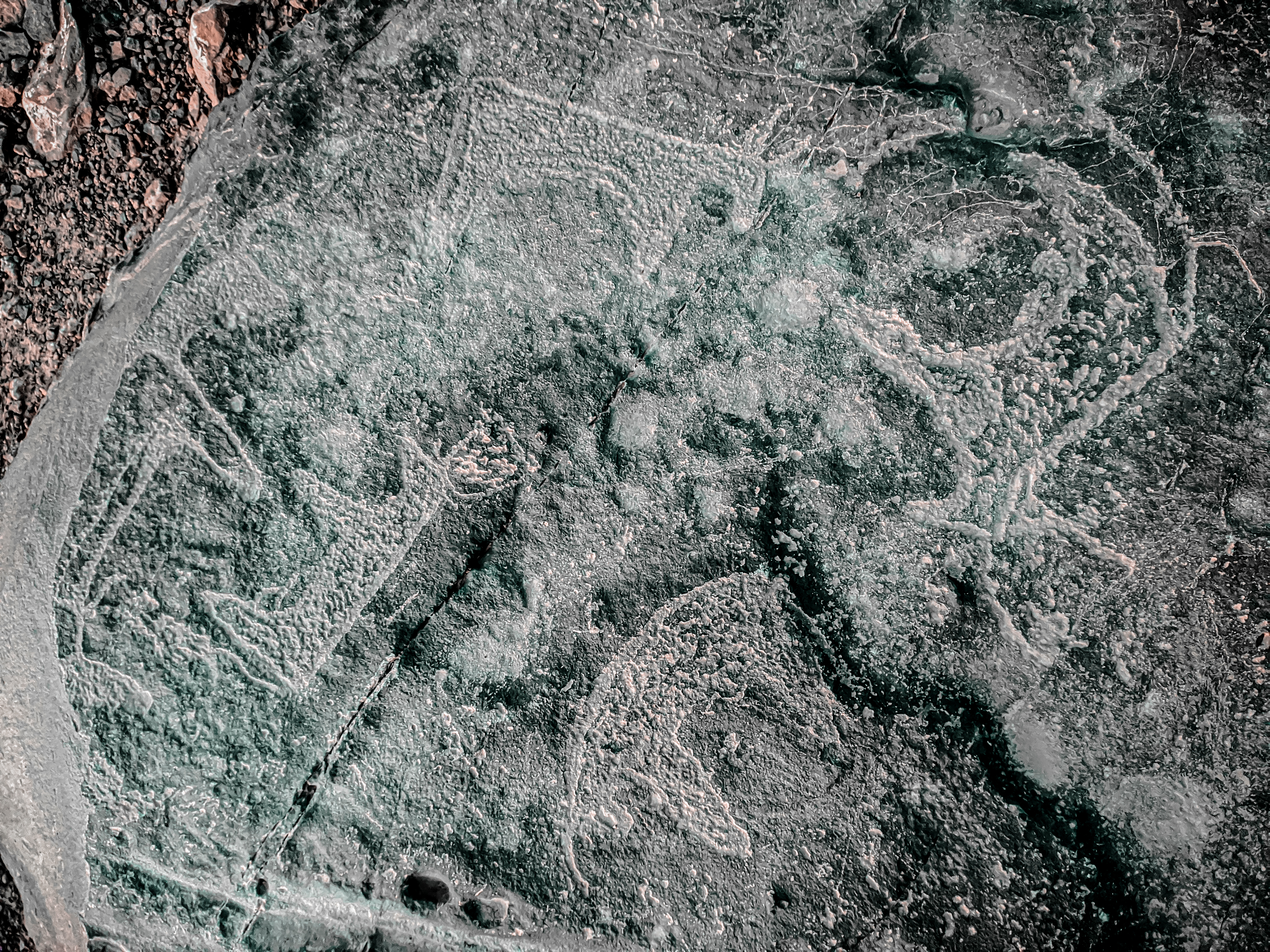
أبقار وظباء نقشت بطريقة منقطة في موقع الطاوز

يقول الباحث محمد عبد الجليل الهجراوي فيما يتعلق بالمقابر المدفنية؛ «إن الفترة الزمنية التي ظهرت فيها هذه المدافن غير معروفة بصفة دقيقة وأنها تحتفظ ببعض التقاليد والطقوس الماقبل تاريخية»، لهذا فإن ذات الباحث يفترض أن تنتمي نقوش ومدافن الطاوس إلى أقدم حضارة عرفها المغرب وهي حضارة الحصى، «حيث تشير النصوص إلى وجود بعض المواقع تعود إليها قرب الرشيدية» أو الحضارة الأشولية التي عثر على محافر تعود إليها قرب الطاوس، غير أن ذات الباحث يؤكد مرة أخرى أنه بالمعطيات الحالية يصعب تحديد أصل وتاريخ هذه المدافن بصفة دقيقة. يعترف الباحث عبد السلام مقداد هو الآخر بصعوبة تحديد تاريخ دقيق لهذه المدافن واصفا الأمر بالصعب والمعقد، ليستدرك بأن اللقى التي تم العثور عليها في هذه المدافن وخاصة الأسلاك البرونزية يرجح أن يعود عهدها إلى العصر البرونزي وحفريات أخرى إلى العصر الحجري الحديث. مع المجهودات المبذولة، فإن معظم الباحثين يعترفون بأن ما توصلوا إليه يبقى مجرد فرضيات مفتوحة على جميع الاحتمالات.
إذا كان الباحثون يختلفون حول تاريخ هذه المدافن اختلافا كبيرا، فإن الاختلاف نفسه يطرح بقوة فيما يتعلق بأصلها، فبين من يرى بأنها قد تكون ذات أصل مصري مشرقي أو أوربي إغريقي أو روماني، وبين من يؤصل لها محليا سواء من الباحثين المغاربة وحتى الأجانب، بل إن محمد شفيق شيخ الحركة الأمازيغية، يرى العكس تماما، أي أن هذه المدافن الأمازيغية البسيطة قد تكون هي التي ألهمت المصريين القدامى لبناء الأهرام، ويستند شفيق في فرضيته تلك إلى كون هذا النوع من المقابر الأمازيغية المعروفة باسم إدبنان idebnan ومفردها أدبني adbeni بما فيها ذلك الموجود في الطاوز والتي هي أقدم من البازينات، أقدم كذلك من الأهرام المصرية نفسها بما أن تاريخها (إدبنان والبازينات) يرجع إلى ما قبل التاريخ، في حين أن الأهرام المصرية محصورة في الزمن المؤرخ له بما أن أقدم هرم حسب ما هو معروف إلى الآن هو هرم الملك جوسر حوالي 2700 قبل الميلاد. والأكثر من ذلك أن شفيق يفترض أن تكون هناك علاقة ما بين «إغرم» التي تعني بالأمازيغية القصر أو التجمع السكاني وكلمة «ئهرام» المصرية التي تحولت فيما بعد إلى هرم، فالكركور (أكركور الركام المغطي لمكان الدفن)، هو جد الهرم يضيف شفيق.
ومن الباحثين المغاربة الذين يغلبون الأصل المحلي لهذه المدافن، نجد عبد السلام مقداد الذي يرى«أن الأرجح هو إرجاع الأصل أو المصدر الأولي لهذا الصنف من المدافن إلى جنوب المغرب وموريطانيا، لتعددها وتكاثفها بهذه المنطقة بالذات، ثم إنه لم يعثر فيها على أدوات أو أشياء قادمة من مصر، فضلا عن أن أغلب الباحثين-حسبه- ينسبونها إلى القبائل الليبية وما يدعم هذا الانتساب هو الكتابات الليبية المنقوشة في الصخور». أما كامب، فإذا كان قد تحدث عن دخول المدافن من نوع الدلمنات والحوانيت إلى شمال إفريقيا، كما نسب بعض المقابر في تونس والجزائر إلى حضارات خارجية متوسطية، فإنه لم يفعل ذلك مع مقابر جنوب المغرب على الأقل، بل على العكس اعتبر أن النوع المعروف بالجثوات تبدو ذات أصول محلية، حيث لا تقع على أثر لهذه الدلمنات في الصحراء ولا في الجزء الكبير من المغرب الكبير، كما أنه إذا كان يعترف بتضافر التأثيرات الآتية من الجنوب مع تلك القادمة من البلدان المتوسطية المجاورة على منطقة وهران وشرق المغرب، فإن الجنوب الذي تغيب فيه الدلمنات والنواويس والحوانيت... «يبين ضعف التأثيرات المتوسطية الذي يعوض عنه حضور إفريقي».
يطرحGeorges Souville المتخصص في دراسة هذه البنايات المدفنية دليلا أركيولوجيا علميا يرجح الأصل الإفريقي الصحراوي وتحديدا الأمازيغي لهذه المدافن، حيث استند على مزهرية عثر عليها في مدافن سوق الجمعة وقطع خزفية في موقع سيدي سليمان من طرف A RuhlmannوLuquet، يؤكد Souville أنها على عكس ما يعتقد لا علاقة لها بالمرحلة الرومانية، بل إلى ما قبلها حيث ينسبها للثقافة الموريطانية وتحديدا القرن 11 ق، م أو ما قبله، فقطع الخزف المعثور عليها شبيهة إلى حد كبير بتلك التي اكتشفت في موقعي بناصا وموكادور والتي تعود إلى مرحلة ما قبل الرومان، كل هذا دفع Souville إلى الخروج بخلاصة مفادها أن المدافن المنتشرة في الصحراء ذات أصول إفريقية، وهكذا، فإذا كانت لقى هذه المدافن الواقعة إلى الشمال نوعا ما، لا تتعلق بالرومان، بل بالموريتانيين (حسب Souville)، فإن مدافن الطاوز أولى بأن تنسب إلى سكان محليين لبعدها الكبير من التأثيرات الأوربية (الرومانية بالخصوص). أما باحثون آخرون وعلى رأسهم يوسف بوكبوط فيرى أن هذه المدافن يمكن أن تكون مزدوجة الأصل بين ثقافتين واحدة قادمة من الجنوب والأخرى من الشمال، أي محلية النشأة ولكن بتأثير أجنبي وخاصة المسيحي، ودليله على ذلك وجود المدافن ذات «الشكل الصليبي» في المنطقة وهو ما دفعه إلى الاعتقاد بأنها قد تعود إلى القرون الأولى لظهور المسيحية وأن مشيديها من الجيتول.

## تاريخ وأصل عربات الطاوز
شأنها شأن المدافن، يختلف الباحثون حول أصل العربات التي تظهر في مجموعة من النقوش بما فيها نقوش الطاوز، هل هي محلية أم قادمة من الخارج؟ متى ظهرت؟
تنتشر في نقوش الطاوس حوالي 217 عربة. يفترض أن تكون هذه العربات قد وصلت إلى الصحراء وشمال إفريقيا عبر مصر مع وصول الحصان قبل غزو الهيكسوس حوالي 1640-1540 ق، م، غير أنه لحد الآن لا تتوفر معلومات أركيولوجية أو مكتوبة دقيقة عن تاريخ ذلك ولا كيف تم؟
ليست فرضية الأصل المشرقي هي الوحيدة فيما يتعلق بهذه العربات، بل هناك من لا يستبعد أن يكون أصلها راجع للحضارة المسينية، غير أن غابرييل كامبس ينفي ضمنيا الأصل المصري، رغم أن الباحثين-حسبه- يحتملون دخول الحصان منها إلى شمال إفريقيا، دون أن يغفل الإشارة إلى ثلة من مدجني الحيوانات الذين زعموا الأصل الشمال إفريقي أو الأوربي للحصان البربري، وهما الأطروحتبن اللتين نفاهما معا بدعوى عدم وجود حصان حقيقي في شمال إفريقيا في بداية العهد الهولوسيني وعدم إنكار بقايا الحصان الحماري، ودليل كامبس لاستبعاد الأصل المصري أن الفرعون رمسيس الثالث غنم من الليبيين غنائم عبارة عن خيول وحمير ومئات العربات سنة 1187 ق، م، أما Muzzolini فيفضل أصلها المحلي لذلك يسميها «العربات الصحراوية» رافضا أن تكون ذات أصل إيبيري، مستندا في ذلك إلى الاختلافات التقنية بين العربات الصحراوية ونظيراتها الإيبيرية التي يحتمل أن تكون ذات أصل إغريقي.

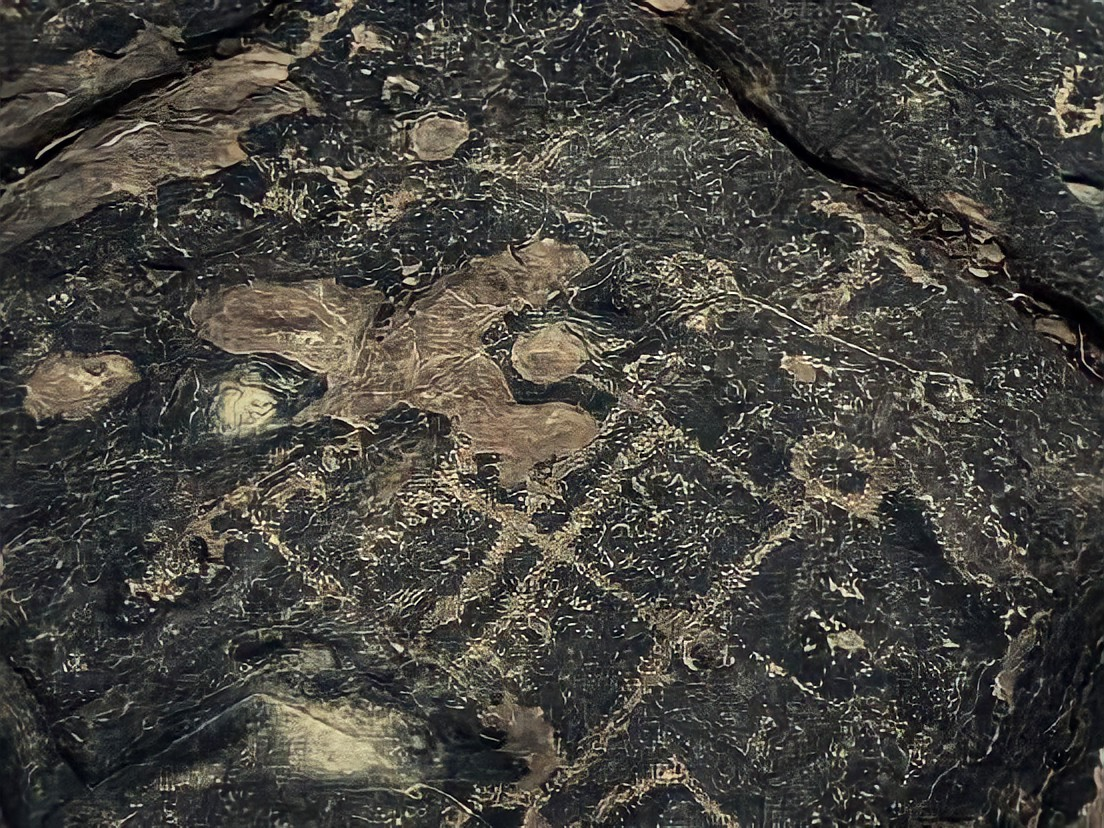
نقوش لعربات بموقع الطاوز

يرجح الباحث عبد السلام مقداد أن يكون تاريخ دخول هذه العربات إلى المنطقة ما بين2000ق، م و 1200ق، م، مستندا في ذلك إلى إجماع الباحثين الذين يطلقون على هذه الفترة اسم فترة «عربات الحرب». لكن السؤال الذي يظل مطروحا لدى المهتمين هو؛ هل هذه العربات دخيلة أم محلية ؟وهل كانت بالفعل حربية أم لأغراض أخرى كما سلف؟
يعتبر كامبس الذي يرجع تاريخ هذه العربات إلى العصر الحجري الحديث الأخير الذي يوصف بعصر «الخيليين سائقو العربات»، أهم من حاول الإجابة عن هذا السؤال ومن أكبر المدافعين عن الأصل المحلي لهذه العربات، حيث يقول في ذلك؛ «لقد أولى المؤرخون اهتماما لهذه العربات الصحراوية ويمكننا القول إنه اهتمام يعود إلى بدايات التاريخ، فهذا هيردوت قد أشار إليها مرتين، فمرة في قوله إن الجرمنت الذين استوطنوا ما يعرف حاليا بفزان وطاسيلي ناجر، كانوا يطاردون الإثيوبيين وهم ركوب على عرباتهم ذات الأربعة جياد، وثانية في تأكيده أن الليبيين هم من علموا الإغريق كيف يشدون إلى العربات أربعة جياد»، ومع أن تاريخ ظهور هذه العربات قد يكون أقدم مما يعتقد كامبس باعتبار أن جرها قد لا يكون مرتبطا بالضرورة بالجياد، بل ب«المرحلة البقرية» وربما بما قبلها بما أن حيوانات الجر في موقع الطاوز تبقى مجهولة، إذ قد تكون عبارة عن جواميس برية أو آيائل أو غيرها، (مع ذلك)فإن ما أورده عن الأصل المحلي الصحراوي لهذه العربات في غاية الأهمية، حيث ينفي بشكل أو بآخر الأصل الإغريقي والمصري لها، أو على الأقل يرفض أن يكون قد تم النقل الحرفي لها عن المصريين أو الإغريق، حيث يقول في ذلك؛ «والطريقة الصحراوية في شد الخيول إلى العربة طريقة في غاية الفرادة تختلف عن الطريقتين المصرية والإغريقية».

## الأهمية
تتجلى أهمية النقوش الصخرية والمدافن عموما وتلك الموجودة بموقع الطاوز خصوصا في كونها سجلات مفتوحة لدراسة الماضي البشري واكتشاف نمط عيش الإنسان القديم وما عرفه من تطورات في مختلف المناحي الاجتماعية والثقافية والدينية والتقنية، إذ تمكن الباحثين من إعادة تأسيس وبناء تاريخ الشعوب القديمة، فيما يتعلق بجانب البنية الاقتصادية والاجتماعية، إنها بذلك بمثابة «تدوينات» تنقل إلينا ما كان عليه أجدادنا الأولون، فنقرأ من خلالها حياتهم ومعتقداتهم وأنشطتهم ونمط عيشهم.
فضلا عن أهميتها العلمية، تعتبر هذه النقوش والمدافن مصدر جذب للعديد من السياح وخاصة المهتمين بالتاريخ القديم، إذ أضحت تبرمج ضمن الرحلات المنظمة للعديد من السياح في إطار ما يمكن تسميته ب«السياحة الأركيولوجية»

## الوضعية الحالية
يعاني موقع الطاوز من الكثير من المشاكل تتجلى أساسا في الإهمال واللامبالاة، مما يعرض تحفه الصخرية للتخريب والسرقة، إما من طرف الباحثين عن الكنوز أو لصوص الآثار أو من طرف الفضوليين الذين لا يدركون أهميتها أو الراغبين بالحصول على حجر البناء.
من الحلول التي يقترحها المهتمون للحفاظ على هذا الكنز الأثري، تسييج هذه النقوش والمدافن وتخصيص حارس لها وتعبيد الطريق المؤدي إليها ووضع علامات إشهارية تعريفية بها، كما هو الحال بالنسبة للكثير من المواقع في مناطق أخرى من المغرب، والتعريف بها عن طريق الكتابة والبحث، وحتى الترافع لتصنيفها ضمن مواقع التراث العالمي بالمغرب.